# Єсін Василь Павлович
Василь Павлович Єсін (4 лютого 1930, робітниче селище Базарний Сизган, тепер Ульяновської області, Російська Федерація — 13 серпня 1998, місто Калуга, Російська Федерація) — радянський узбецький діяч, заступник голови Ради міністрів Узбецької РСР, 1-й секретар Навоїйського обласного комітету КП Узбекистану. Депутат Верховної ради Узбецької РСР 7—10-го скликань. Депутат Верховної Ради СРСР 11-го скликання.

## Життєпис
У 1942 році разом із родиною переїхав до міста Сирдар'я Узбецької РСР.
У 1948—1953 роках — студент Ташкентського інституту інженерів іригації та меліорації сільського господарства.
У 1953—1965 роках — майстер, інженер, виконроб, начальник дільниці, головний інженер, начальник будівельно-монтажного управління № 3 тресту «Ферганаводбуд», керуючий тресту «Ферганаводбуд».
Член КПРС з 1954 року.
У 1965—1979 роках — 1-й заступник голови виконавчого комітету Ферганської обласної ради депутатів трудящих; 2-й секретар Ферганського обласного комітету КП Узбекистану.
8 грудня 1979 — 7 червня 1982 року — заступник голови Ради міністрів Узбецької РСР з будівництва та промисловості.
У квітні 1982 — 13 січня 1986 року — 1-й секретар Навоїйського обласного комітету КП Узбекистану.
З 1986 року — голова міжколгоспної ради з іригації та меліорації Ферганської області Міністерства водного господарства Узбецької РСР.
Потім — на пенсії.
Помер 13 серпня 1998 року в місті Калузі. Похований на Трифонівському цвинтарі Калуги.

## Нагороди
- орден Жовтневої Революції (1981)
- три ордени Трудового Червоного Прапора
- орден «Знак Пошани»
- медалі
- Заслужений іригатор Узбецької РСР